# Persoonia acuminata
Persoonia acuminata (лат.) — кустарник, вид рода Персоония (Persoonia) семейства Протейные (Proteaceae), эндемик штата Новый Южный Уэльс в Австралии.

## Ботаническое описание

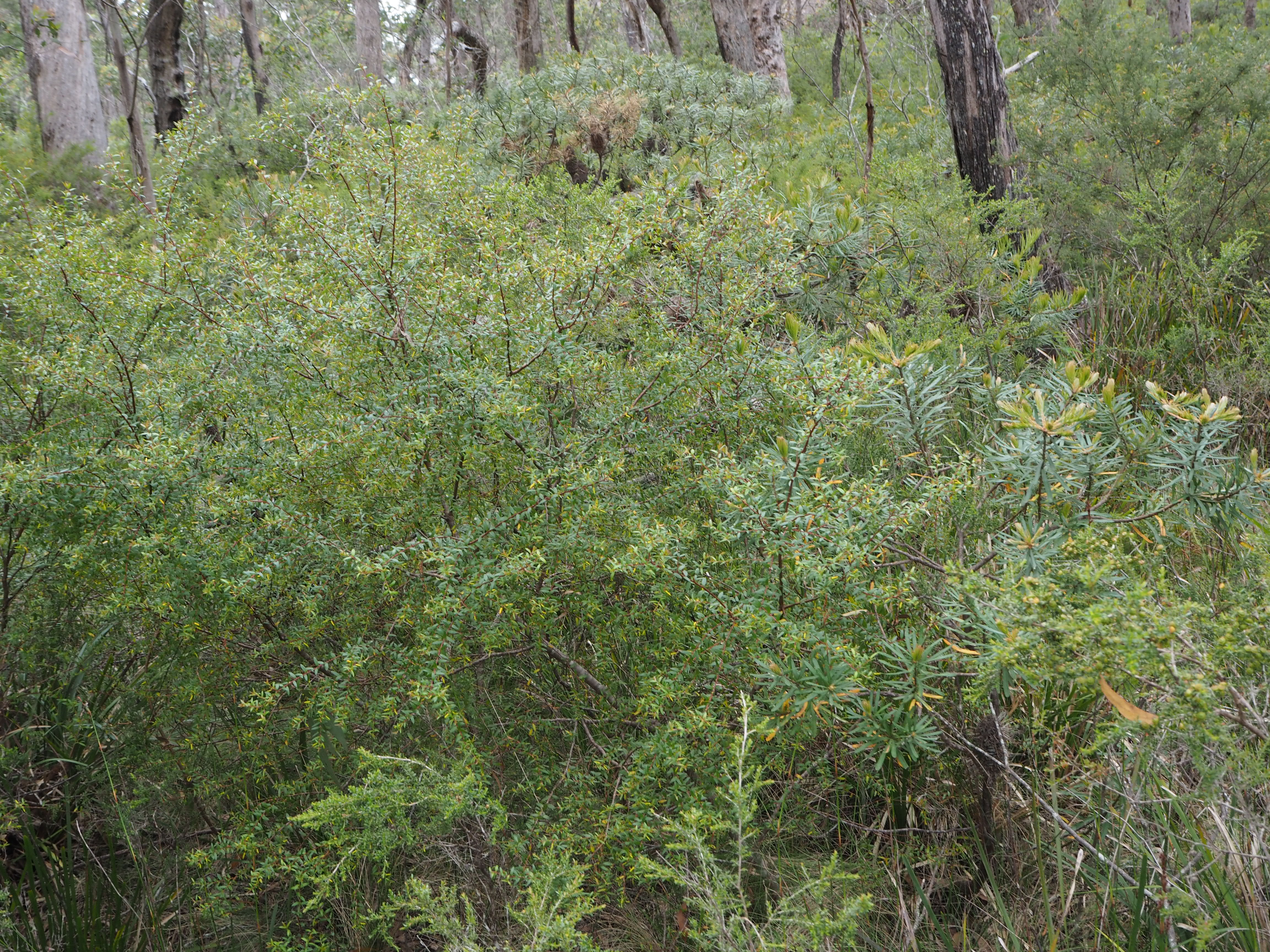
Общий вид растения

Persoonia acuminata — стелящийся или раскидистый кустарник до 1,7 м в высоту с умеренно опушёнными молодыми ветвями и гладкой корой. Листья плоские, от широко эллиптических до яйцевидных, 8-22 мм в длину и 2,5-8,5 мм в ширину с заострённым кончиком. Молодые опушённые листья со временем обычно становятся гладкими. Верхняя поверхность заметно темнее нижней. Цветки жёлтые, расположены поодиночке или группами до 16 в пазухах листьев или на концах ветвей, каждый цветок с гладкой цветоножкой 3-6 мм длиной. Цветок состоит из четырёх листочков околоцветника длиной 7-10 мм, сросшихся у основания, но с загнутыми назад кончиками. Центральный столбик окружён четырьмя жёлтыми пыльниками, которые также соединены у основании с загнутыми назад кончиками, так что при взгляде с конца он имеет форму креста. Завязь и внешняя поверхность листочков околоцветника гладкие. Цветёт с декабря по апрель. Плоды — зелёные костянки.

## Таксономия
Вид был описан в 1991 году австралийскими ботаниками Лоренсом Джонсоном и Питером Уэстоном на основе экземпляра, собранного в национальном парке Веррикимбе. Описание было опубликовано в журнале Telopea. Видовой эпитет — от латинского слова aacuminata, означающего «заострённый», относящееся к заострённому концу листьев этого вида.

## Распространение
Persoonia acuminata — эндемик австралийского штата Новый Южный Уэльс. Растёт на пустошах или во влажных лесах на почвах, образованных из гранита, базальта или метаморфных пород, но не из песчаника. Существуют разобщённые популяции в окрестностях деревни Эбор и в Национальном парке Баррингтон-Топс на плато Новой Англии (Новый Южный Уэльс) и в районе Хэмптон на Центральном плато. Встречается на высоте 1000—1500 м над уровнем моря.